# はるか真菜
はるか 真菜（はるか まな、1991年9月20日 - ）は、日本のAV女優。

## 略歴
- 2011年5月にイメージビデオでデビュー。
- 2011年7月、h.m.pより『処女宮』でAVデビューした。
- 2012年1月にスカパー!アダルト放送大賞・新人女優賞にノミネートされる[1]

## 人物
- 趣味：ネットサーフィン [2]
- 特技：新体操[2]

## 作品

### イメージビデオ
- 初裸 virgin nude（2011年5月12日、グラッツコーポレーション）

### アダルトビデオ

#### 2011年
- 処女宮 初恋デビュー（7月1日、h.m.p）
- 官能姫（8月5日、h.m.p）
- やりすぎ家庭教師（9月2日、h.m.p）
- ラブコス☆彡 彼女と着せ替えエッチ（10月7日、h.m.p）
- 汗だくSEX!ムキ出し!本気イキ!（11月4日、h.m.p）
- マジ涙ぽろぽろ秘書 中出し!中イキFUCK（12月2日、h.m.p）

#### 2012年
- 制服美少女と性交（1月15日、ドリームチケット）
- 鬼ババに苛められ身売りを強要された純真無垢な娘は義父に抱かれる（1月19日、ヒビノ）
- 従順ペット候補生 #016（1月20日、プレステージ）
- 働くオンナ2 VOL.21（2月21日、プレステージ）
- ほろ酔いエッチ（3月1日、プレステージ）
- Present（3月2日、ビデオバンク）個人総集編
- お茶の間痴漢 ～娘の感じやすい場所をいやらしく這い回る義父と義兄の手（3月22日、ヒビノ）
- 報復レイプ-元所属事務所の言いなりになった若妻-（4月3日、プレステージ）
- 隣の奴隷妻（4月3日、プレステージ）

### Web写真集
- はるか真菜WEB写真集 「誕生～naissance～」 XCITY（2011年7月15日、撮影：三浦ゆうすけ）